# Bernard Giraudeau
Pour les articles homonymes, voir Giraudeau.
Bernard Giraudeau, né le 18 juin 1947 à La Rochelle, et mort le 17 juillet 2010 à Paris 15e, est un acteur, réalisateur, producteur, scénariste, écrivain, écrivain de marine et narrateur français.
Au départ engagé dans la Marine nationale, il devient ensuite acteur dans les années 1970, remarqué au cinéma avec des apparitions dans Deux Hommes dans la ville (1973) et Le Gitan (1975).
Avec des seconds ou premiers rôles dans Et la tendresse ? Bordel ! (1979), Le Toubib (1979) avec Alain Delon, La Boum (1980), Viens chez moi, j'habite chez une copine (1981) ou Passion d'amour (1981), il s'impose dans des personnages d'hommes séduisants, droits et aventuriers. Notamment après Le Ruffian (1983) avec Lino Ventura, il devient dans les années 1980 un nouveau héros d'action français, succédant à Jean-Paul Belmondo et Alain Delon, en étant la tête d'affiche de Rue barbare (1984), Les Spécialistes (1985), Bras de fer (1985) et Les Longs Manteaux (1986).
Tentant de changer son image, notamment dans Poussière d'ange (1986), il s'oriente dans la décennie suivante vers des films d'auteurs, tournant pour Olivier Assayas, Nicole Garcia, François Ozon, Claude Miller et Patrice Leconte. Il réalise également deux films, L'Autre (1990) et Les Caprices d'un fleuve (1996), de nombreux documentaires sur des voyages, et se lance dans l'écriture, auteur de quelques succès.
Il est nommé à trois reprises aux Molière, et cinq fois aux César, dont une en tant que réalisateur.

## Biographie

### Jeunesse et formation
Petit-fils d'un cap-hornier et fils d'un militaire de carrière (dans l'infanterie), souvent en mission pendant la Guerre d'Indochine, puis la Guerre d'Algérie, il s'engage en 1963, à l'âge de seize ans, dans la Marine nationale ; il entre à l'École des apprentis mécaniciens de la flotte de Toulon, implantée à Saint-Mandrier-sur-Mer, et en sort major de sa promotion, en qualité de matelot breveté.
Embarqué de 1964 à 1966 sur le porte-hélicoptères Jeanne d'Arc, comme matelot puis comme quartier-maître, il participe aux deux premières campagnes de ce bâtiment tout neuf. Il embarque ensuite sur la frégate Duquesne, puis sur le porte-avions Clemenceau. Il quitte la marine au bout de sept ans pour tenter sa chance en tant qu'acteur. Âgé de vingt-deux ans à peine, il aura bouclé deux fois le tour du monde sur la Jeanne d'Arc.
Il occupe différents emplois aux Halles ainsi que dans une agence de publicité, puis se lie à une troupe de théâtre itinérant, originaire de La Rochelle.
En 1971, à l'âge de 24 ans, il entre au Conservatoire national supérieur d'art dramatique et y obtient un premier prix de comédie classique et moderne en 1974.

### Carrière
Dès 1971, il apparaît dans de petits rôles à la télévision, puis, coup sur coup, en 1973, les seconds rôles de Georges Fortier adulte dans La Porteuse de pain et, surtout, d'Isidore Beautrellet dans deux épisodes de la série Arsène Lupin (saison 2, épisode 3, Le Mystère de Gesvres et 4 L'Aiguille creuse), avec Georges Descrières, Marthe Keller, Yvon Bouchard, Roger Carel, Henri Virlogeux, Yves Barsacq et Jacques Monod.
Également en 1973, il fait ses premières armes au cinéma et l'un de ses premiers films est Deux Hommes dans la ville, avec Jean Gabin et Alain Delon. Bientôt, il alterne les rôles au cinéma, à la télévision et au théâtre.
Son rôle de François dans Le Toubib de Pierre Granier-Deferre (1979) lui vaut d'être nommé pour la première fois pour le César du meilleur acteur dans un second rôle.
Il joue aux côtés de Claude Brasseur et de Sophie Marceau dans le film La Boum en 1980, dans lequel il incarne Éric Lehman, professeur d'allemand de Vic et amant de sa mère (Brigitte Fossey).
En 1983, Le Ruffian de José Giovanni, où il apparaît dans un premier rôle aux côtés de Lino Ventura et Claudia Cardinale, est un très grand succès avec plus de 3,3 millions d'entrées en France.
En 1985, il joue avec Gérard Lanvin dans le film de Patrice Leconte Les Spécialistes, film d'action qui remporte aussi un énorme succès (5,3 millions d'entrées au box office).

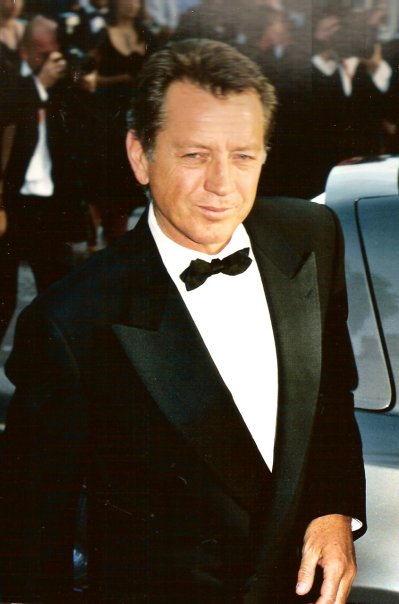
Bernard Giraudeau au Festival de Cannes 2003.

En 1987, il passe de l'autre côté de la caméra en devenant réalisateur, tout en continuant à tourner comme acteur. Après un téléfilm, il réalise pour le grand écran L'Autre (1991), une adaptation du roman d'Andrée Chedid, film pour lequel il est nommé pour le César du meilleur premier film.
Aussi acteur de théâtre, il a été le président de la 23e Nuit des Molières le 26 avril 2009.

### L'écriture
Dans les dernières années de sa vie, il se consacre avec succès à l'écriture et devient membre de l'association des « Écrivains de Marine ». Son roman Les Dames de nage s'est classé quinzième des ventes de romans en France en 2007 avec 117 000 exemplaires vendus, et ce avant sa publication en format de poche en 2008. Son dernier titre, Cher amour, publié en mai 2009 aux éditions Métailié, s'est classé huitième des ventes au classement Relay-Relaxnews du 10 au 16 juin 2009.
Le 4 novembre 2009 il se voit décerner le Prix Pierre Mac Orlan pour Cher amour, publié aux Éditions Métailié en mai 2009 mais ne peut se rendre à la cérémonie pour raisons de santé.

### La maladie
En 2000, un cancer l'oblige à subir l'ablation du rein gauche, puis il souffre d'une métastase au poumon en 2005, ce qui le contraint à ralentir ses activités. Giraudeau comprend qu’il doit changer de vie ; il raconte alors que le cancer lui a permis d’apprendre à se connaître en pratiquant notamment la méditation dite de pleine conscience avec Jon Kabat-Zinn. Il enregistre avec lui un CD audio de douze méditations.
Il consacrera une partie de son temps à aider les malades en soutenant l'Institut Curie et l'Institut Gustave-Roussy.
Il meurt le 17 juillet 2010, à l’hôpital Georges-Pompidou, dans le 15e arrondissement de Paris, à l'âge de 63 ans, des suites du cancer qu'il combattait depuis dix ans. Conformément à sa volonté, il est incinéré, après une cérémonie intime à l'église Sainte-Eustache où étaient présents sa famille et ses amis,.
Bertrand Tessier lui a consacré une biographie, Le Baroudeur romantique, réalisée pour France 5 et sortie en 2011, qui a été projetée le 11 mars 2013 à La Coursive de La Rochelle.
Au cours d'une soirée animée par son « pays » Jean-Louis Foulquier, sa famille a présenté à de très nombreux amis et admirateurs, le « Fonds de dotation Bernard Giraudeau », créé au printemps 2001, afin de perpétuer son action en faveur des malades du cancer.
En 2011, le film Les Lyonnais lui est dédié.

### Divers
En 1985, il aide son ami Jean-Louis Foulquier à lancer les Francofolies de la Rochelle en descendant en rappel la tour de la Chaîne.
Profondément attaché à la Marine nationale, il participe en octobre 2009 à la cérémonie de réouverture de l'école des mousses de Brest (qui avait été fermée en 1988), aux côtés du ministre de la Défense Hervé Morin et de l'amiral Pierre-François Forissier, chef d'état-major de la marine. En 2010, il est le parrain de la promotion « Frégate Thétis », du « nom de la frégate qui avait accueilli la première promotion de l'École des mousses, en 1856 ».

### Vie privée
Sa première compagne fut l'actrice Anny Duperey, avec laquelle il vécut quinze ans et dont il eut deux enfants, Gaël (né en 1982) et l'actrice Sara Giraudeau (née en 1985), révélation féminine de la 21e Nuit des Molières en mai 2007. Ils se séparent en 1991. Il a eu une idylle avec Viktor Lazlo.

## Théâtre

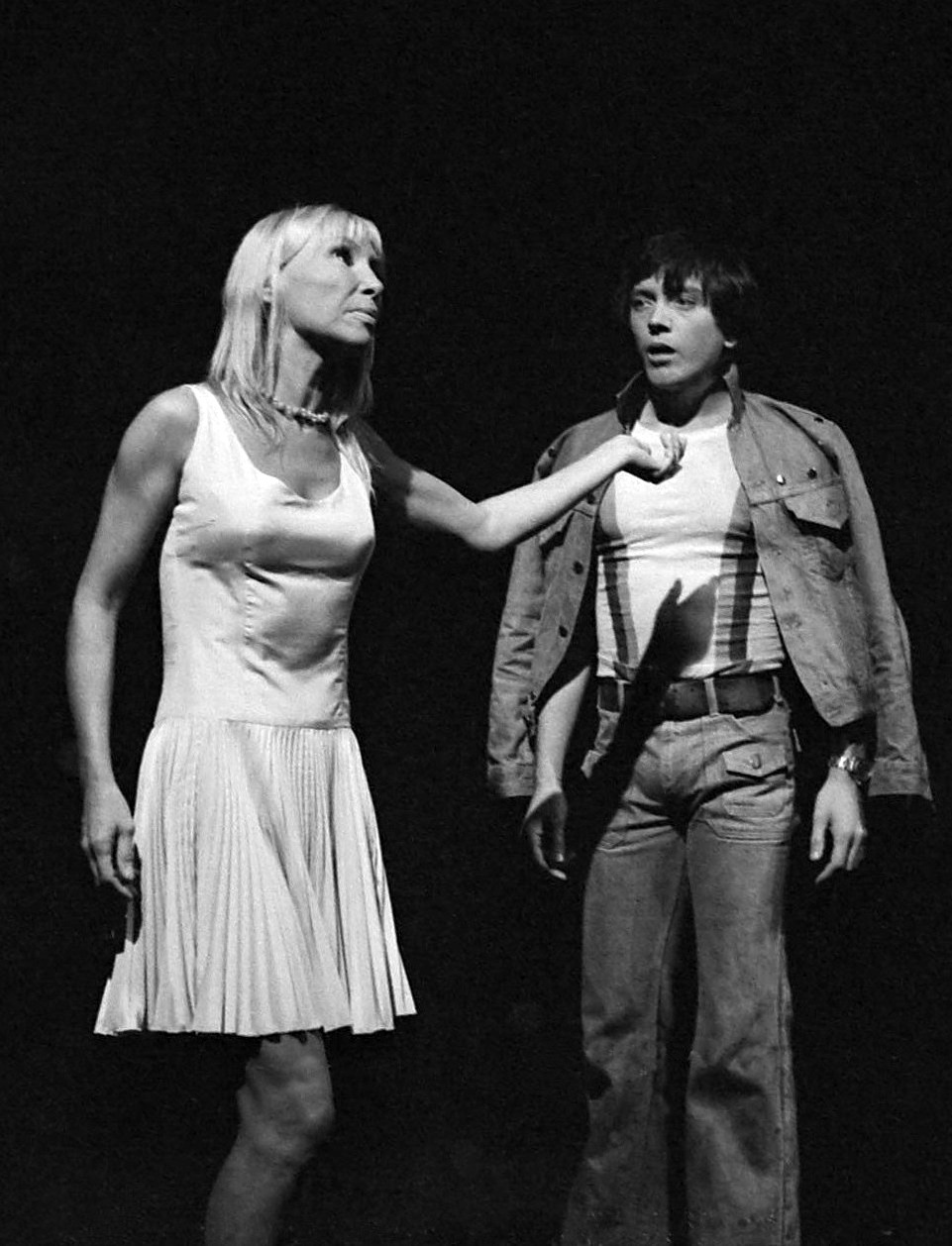
Avec Silvia Monfort dans Pourquoi la robe d’Anna ne veut pas redescendre ? de Tom Eyen, adaptation de Bernard Da Costa, mise en scène de Louis Thierry, Carré Thorigny, septembre 1974.

- 1971 : Pauvre France ! de Ron Clark et Sam Bobrick, adaptation Jean Cau, mise en scène Michel Roux, Théâtre Fontaine
- 1972 : La Camisole de Joe Orton, mise en scène Jacques Mauclair, Théâtre Moderne
- 1973 : La Reine de Césarée de Robert Brasillach, mise en scène Jean-Laurent Cochet, Théâtre Moderne
- 1974 : Pourquoi la robe d'Anna ne veut pas redescendre de Tom Eyen, adaptation de Bernard Da Costa, mise en scène de Louis Thierry, Carré Thorigny
- 1975 : Sur le fil de Fernando Arrabal, mise en scène Jorge Lavelli, Théâtre de l'Atelier
- 1975 : Le Prince de Hombourg d'Heinrich von Kleist, mise en scène Jean Négroni, Maison des arts et de la culture de Créteil
- 1976 : La Guerre de Troie n'aura pas lieu de Jean Giraudoux, mise en scène Jean Mercure
- 1980 : Attention fragile comédie musicale d'André Ernotte et Elliot Tiber, mise en scène André Ernotte, théâtre Saint-Georges avec Anny Duperey
- 1983 : K2 de Patrick Meyers, mise en scène Georges Wilson, théâtre de la Porte-Saint-Martin
- 1986 : La Répétition ou l'Amour puni de Jean Anouilh, mise en scène Bernard Murat, théâtre Édouard-VII
- 1988 : Les Liaisons dangereuses de Christopher Hampton d'après Choderlos de Laclos, mise en scène Gérard Vergez, Théâtre Édouard-VII, 1989 : théâtre des Célestins
- 1990 : Le Plaisir de rompre et Le Pain de ménage de Jules Renard, mise en scène Bernard Murat, Comédie des Champs-Élysées, Théâtre Édouard-VII
- 1992 : L'Aide-mémoire de Jean-Claude Carrière, mise en scène Bernard Murat, Comédie des Champs-Élysées
- 1995 : L'Importance d'être Constant d'Oscar Wilde, mise en scène Jérôme Savary
- 1997 : Le Libertin d'Éric-Emmanuel Schmitt, mise en scène Bernard Murat, Théâtre Montparnasse
- 2000 : Becket ou l'Honneur de Dieu de Jean Anouilh, mise en scène Didier Long, Théâtre de Paris
- 2003 : Petits crimes conjugaux d'Éric-Emmanuel Schmitt, mise en scène Bernard Murat, Théâtre Édouard-VII
- 2005 : Richard III de William Shakespeare, mise en scène Didier Long, La Coursive, La Rochelle

## Filmographie

### Acteur

#### Cinéma
- 1973 : La Poursuite implacable de Sergio Sollima
- 1973 : Deux Hommes dans la ville de José Giovanni : Frédéric Cazeneuve
- 1975 : La Petite Gare (Court-métrage) : lui
- 1975 : Le Gitan de José Giovanni : Mareuil
- 1976 : Jamais plus toujours de Yannick Bellon : Denis
- 1976 : Bilitis de David Hamilton : Lucas
- 1977 : Le Juge Fayard dit « le Shériff » d'Yves Boisset : Le juge Davoust
- 1977 : Moi, fleur bleue d'Éric Le Hung : Isidore
- 1979 : Et la tendresse ? Bordel ! de Patrick Schulmann : Luc
- 1979 : Le Toubib de Pierre Granier-Deferre : François
- 1980 : La Boum de Claude Pinoteau : Éric Lehman, le prof d'allemand
- 1981 : Viens chez moi, j'habite chez une copine de Patrice Leconte : Daniel
- 1981 : Croque la vie de Jean-Charles Tacchella : Alain
- 1981 : Passion d'amour d'Ettore Scola : Capitaine Giorgio Bacchetti
- 1982 : Le Grand Pardon d'Alexandre Arcady : Pascal Villars
- 1982 : Hécate, maîtresse de la nuit de Daniel Schmid : Julien Rochelle
- 1982 : Meurtres à domicile de Marc Lobet : Max Queryat
- 1983 : Le Ruffian de José Giovanni : Gérard
- 1983 : Papy fait de la résistance de Jean-Marie Poiré : Un résistant
- 1984 : Rue barbare de Gilles Béhat : Daniel « Chet » Chetman
- 1984 : L'Année des méduses de Christopher Frank : Romain Kalides
- 1985 : Les Spécialistes de Patrice Leconte : Paul Brandon
- 1985 : Bras de fer de Gérard Vergez : Delancourt
- 1985 : Moi vouloir toi de Patrick Dewolf : L'ex-ami d'alice
- 1985 : Les Loups entre eux de José Giovanni : L'exécuteur de De Saintes
- 1986 : Jeu de société de Raoul Girard : L'homme
- 1986 : Les Longs Manteaux de Gilles Béhat : Murat
- 1986 : Poussière d'ange de Edouard Niermans : l'inspecteur Simon Blount
- 1987 : L'Homme voilé de Maroun Bagdadi : Pierre
- 1987 : Vent de panique de Bernard Stora : Roland Pochon
- 1990 : La Reine blanche de Jean-Loup Hubert : Yvon Legualoudec
- 1991 : Le Coup suprême de Jean-Pierre Sentier : Jacques Mercier
- 1991 : Après l'amour de Diane Kurys : David
- 1993 : Drôles d'oiseaux de Peter Kassovitz : Constant Van Loo
- 1993 : Une nouvelle vie de Olivier Assayas : Constantin
- 1994 : Elles ne pensent qu'à ça... de Charlotte Dubreuil : L'homme de la fin
- 1994 : Le Fils préféré de Nicole Garcia : Francis
- 1996 : Les Caprices d'un fleuve (également réalisateur) : Jean-François de La Plaine
- 1996 : Ridicule de Patrice Leconte : Villecourt
- 1997 : La Vie silencieuse de Marianna Ucria (Marianna Ucrìa) de Roberto Faenza : Grass
- 1997 : Marquise de Véra Belmont : Molière
- 1997 : Marthe de Jean-Loup Hubert : le colonel
- 1998 : TGV de Moussa Touré : Roger (également producteur)
- 1999 : Le Double de ma moitié d'Yves Amoureux : Thierry Montino
- 2000 : Gouttes d'eau sur pierres brûlantes de François Ozon : Léopold
- 2000 : Une affaire de goût de Bernard Rapp : Frédéric Delamont
- 2002 : La Petite Lili de Claude Miller : Brice
- 2002 : Ce jour-là de Raoul Ruiz : Emil
- 2003 : Les Marins perdus de Claire Devers : Diamantis
- 2004 : Je suis un assassin de Thomas Vincent : Brice Kantor
- 2004 : Chok-Dee de Xavier Durringer : Jean

#### Téléfilms
- 1971 : Au théâtre ce soir : Misère et noblesse d'Eduardo Scarpetta, mise en scène Jacques Fabbri, réalisation Pierre Sabbagh, Théâtre Marigny : Luigino
- 1975 : Pourquoi la robe d'Anna ne veut pas redescendre : Arizona
- 1976 : Histoire de rire : Jean-Louis Deshayes
- 1976 : Un jeune homme rebelle réalisé par Paul Seban : Lechmere
- 1978 : L'Équipage d'André Michel : Thélis
- 1979 : Louis XI ou le pouvoir central : Philippe de Commynes
- 1988 : La Face de l'ogre : le mari d'Hélène
- 1989 : La Grande Cabriole : Augustin Bardou
- 1995 : Confession secrète (Titre original 'La luna rubata') : le père Claude
- 1996 : Une ex pas possible : Yann Marchal
- 1996 : Saint-Exupéry : La dernière mission : Antoine de Saint-Exupéry
- 1997 : Si je t'oublie Sarajevo : Michel
- 1999 : Nana : le comte Muffat
- 2001 : Une fille dans l'azur : Le Pacha
- 2002 : La mort est rousse : Vincent
- 2003 : Leclerc, un rêve d'Indochine : général Leclerc
- 2003 : Mata Hari, la vraie histoire : le capitaine Bouchardon
- 2004 : Dans la tête du tueur : Jean-François Abgrall
- 2005 : L'Empire du Tigre : Pierre Balsan

#### Séries télévisées
- 1972 : Les Évasions célèbres : Attale
- 1973 : La Porteuse de pain : Georges Fortier adulte
- 1973 : L'Éloignement de Jean-Pierre Desagnat : Jacquot
- 1973 : Arsène Lupin : Isidore Beautrelet
- 1974 : Les Oiseaux de Meiji Jingu : Paul Morin
- 1975 : Salvator et les Mohicans de Paris (d’après l’œuvre d’Alexandre Dumas), feuilleton télévisé de Bernard Borderie : Patrice
- 1976 : Nouvelles de Henry James : Lechmere
- 1981 : Blanc, bleu, rouge : Mathieu de Brécheville
- 1998 : La Poursuite du vent : Charlie
- 1999 : Scherpa : Hugo Scherpa

### Réalisateur
| - 1988 : La Face de l'ogre (téléfilm) - 1991 : L'Autre, d'après le roman d'Andrée Chedid - 1992 : Un été glacé (téléfilm), musique Osvaldo Torres, d'après le roman de Philippe Conil - 1996 : Les Caprices d'un fleuve - 2014 : Mirage d’amour avec fanfare d'Hubert Toint (scénariste) | - Les Carnets de voyage de Bernard Giraudeau : - 1992 : La Transamazonienne, musique Osvaldo Torres - 1999 : Un ami chilien, musique Osvaldo Torres - 1999 : Chili Norte - Chili Sur, musique Osvaldo Torres - 2003 : Esquisses Philippines, musique Osvaldo Torres |

### Doublage

#### Cinéma

##### Films
- 1997 : Mad City : Sam Baily (John Travolta)

#### Documentaires (narrateur)
- 1999 : L'Énigme des Nascas, Thierry Ragobert
- 2000 : La Tombe du prince scythe, Marc Jampolski, Gedeon Programmes/Arte France[14]
- 2002 : Les Mystères d'Alexandrie (sur les fouilles sous-marines de Jean-Yves Empereur)
- 2004 : La Terre vue du ciel, Yann Arthus-Bertrand,
- 2004 : Les Ailes des héros, Isabelle Clarke,
- 2005 : Jules Verne et la mer, Olivier Sauzereau et Paul Cornet
- 2005 : Hiroshima, Paul Wilmshurst
- 2005 : Koursk, un sous-marin en eaux troubles, Jean-Michel Carré
- 2007 : La SNCF, une entreprise en mouvement, Laurent Catherine
- 2009 : Au-delà des cimes, Rémy Tezier

## Publications

### Ouvrages
- 1992 : Transamazonienne, Éditions Odyssée, photos Pierre-Jean Rey  (ISBN 2909478017)
- 1996 : Les Caprices d'un fleuve, Éditions Mille et Une Nuits,  (ISBN 9782842050559)
- 2001 : Le Marin à l'ancre, Éditions Métailié  (ISBN 2-86424-389-X) (BNF 37632011)
- 2002 : Les Contes d'Humahuaca, illustrations de Joëlle Jolivet, Éditions Métailié / Seuil jeunesse  (ISBN 2020567369)
- 2003 : Ailleurs, commentaire sur les peintures d'Olivier Suire Verley, Éditions PC  (ISBN 2912683254)
- 2004 : Les Hommes à terre, Éditions Métailié  (ISBN 2864245825)
- 2005 : « Holl le marin », dans Nos marins, ouvrage collectif des Écrivains de Marine, Éditions des Équateurs  (ISBN 2-84990-028-1)
- 2007 : Les Dames de nage, Éditions Métailié  (ISBN 2864246147) Prix des lecteurs de L'Express, 2007[15]
- 2007 : « Le Retour du quartier-maître », dans Nos mers et nos océans, ouvrage collectif des Écrivains de Marine, Éditions des Équateurs, p. 75-106  (ISBN 978-2-84990-050-5) (BNF 41142152)
- 2009 : Cher amour, Éditions Métailié  (ISBN 2864246872 et 9782864246879) Prix Pierre Mac Orlan[16] 2009 ; Laurier Vert, section « Littérature », 2009

### Bande dessinée (scénariste)
- 2008 : R97 : les hommes à terre, éd. Casterman  (ISBN 978-2-203-39155-0), libre adaptation du Marin à l'ancre, illustration de Christian Cailleaux.
- 2011 : Les Longues Traversées, éd. Dupuis  (ISBN 978-2-800-14854-0), illustration de Christian Cailleaux.

### Livres sonores
Il a été le narrateur des quatre premiers livres de Harry Potter avant d'être remplacé par Dominique Collignon-Maurin.
- 1983 : Blanche-Neige et les Sept Nains, l'histoire du film de Walt Disney racontée par Bernard Giraudeau
- 1992 : Pierre et le loup de Serge Prokofiev, raconté par Bernard Giraudeau
- 1992 : Textes pour un Poème, éditions des femmes - avec Andrée Chedid et Osvaldo Torres
- 1999 : L'âne et la grenouille, Nathan - raconté par Bernard Giraudeau, musique de Osvaldo Torres
- 2000 : Harry Potter à l'école des sorciers, lu par Bernard Giraudeau
- 2001 : Harry Potter et la Chambre des secrets, lu par Bernard Giraudeau
- 2002 : Harry Potter et le Prisonnier d'Azkaban, lu par Bernard Giraudeau
- 2002 : Les Contes d'Humahuaca, écrits et interprétés par Bernard Giraudeau, musique de Osvaldo Torres
- 2004 : Le Marin à l'ancre, lu et interprété par l'auteur, musique de Osvaldo Torres
- 2004 : Histoire d'une mouette et du chat qui lui apprit à voler, racontée par Bernard Giraudeau, texte de Luis Sepúlveda
- 2004 : Le Tour du monde en quatre-vingts jours de Jules Verne, raconté par Bernard Giraudeau, Jean Topart, Cécile Cassel, Denis Lavant, Robin Renucci
- 2006 : Le Petit Prince, lu par Bernard Giraudeau, livre + 2 CD, éditions Gallimard[17]
- 2007 : Harry Potter et la Coupe de feu, lu par Bernard Giraudeau
- 2009 : Les Dames de nage, lu par Bernard Giraudeau, Gallimard - CD
- 2010 : Méditer : 108 leçons de pleine conscience, de Jon Kabat-Zinn, livre + 1 CD de 12 méditations lues par Benard Giraudeau

## Distinctions
- Premier prix de comédie classique et moderne au Conservatoire de Paris.
- Membre du comité de parrainage de la Coordination française pour la Décennie de la culture de paix et de non-violence.
- Le 29 octobre 2005, nommé Écrivain de Marine, par la Marine nationale[18].
- Le 7 octobre 2007, le prix Amerigo-Vespucci dans le cadre du 18e Festival international de géographie de Saint-Dié-des-Vosges, puis le prix des lecteurs de L'Express et le prix littéraire de la ville des Sables-d'Olonne lui sont décernés pour son roman Les Dames de nage.

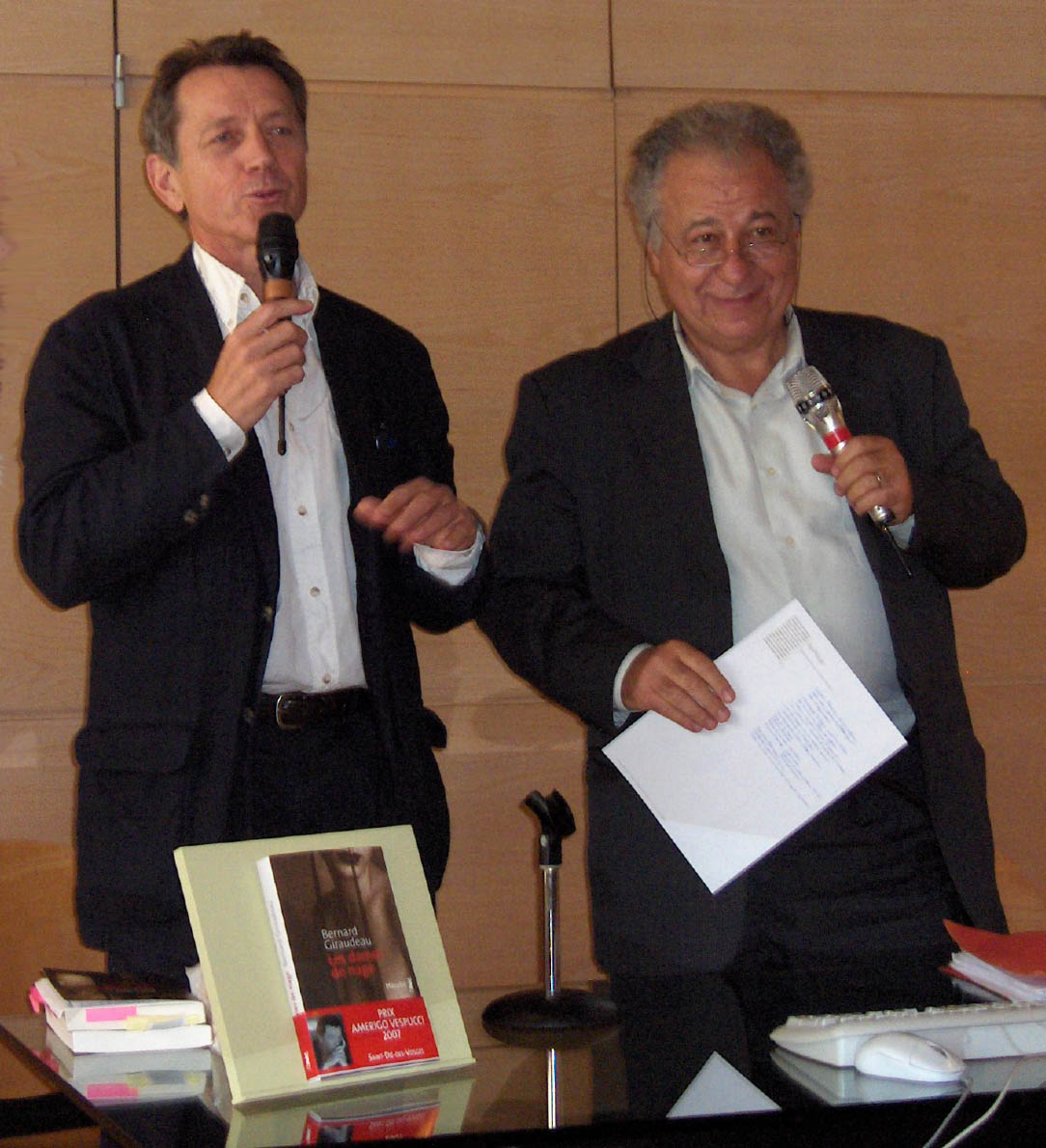
Bernard Giraudeau s'entretient avec Antoine Spire lors de la présentation de son roman Les Dames de nage.

- 1994 : Prix de l'Aide à la Création de la Fondation Gan pour le Cinéma pour Les Caprices d'un fleuve
- Olivier Marchal dédie son film Les Lyonnais sorti en 2011 à Bernard Giraudeau.
- Molières du théâtre français :
  - Molières 1993 : nomination au Molière du comédien pour L'Aide-mémoire
  - Molières 1997 : nomination au Molière du comédien pour Le Libertin
  - Molières 2001 : nomination au Molière du comédien pour Becket ou l'Honneur de Dieu
- César du cinéma français :
  - César 1980 : nomination au César du meilleur acteur dans un second rôle pour Le Toubib
  - César 1992 : nomination au César de la meilleure première œuvre pour L'Autre
  - César 1995 : nomination au César du meilleur acteur dans un second rôle pour Le Fils préféré
  - César 1997 : nomination au César du meilleur acteur dans un second rôle pour Ridicule
  - César 2001 : nomination au César du meilleur acteur pour Une affaire de goût